# فنادق أبو نواس

شعار السلسلة

فنادق أبو نواس، هي أحد أبرز السلسلات الفندقية في تونس. أسست السلسلة سنة 1980 من طرف المجمع التونسي الكويتي للتنمية الذي يملك حاليا 50% من رأسمالها. يملك المجمع عددا من فنادق السلسلة مباشرة، وله مساهمات في الشركات التي تملك البقية. كانت السلسلة في أوجها الأولى في البلاد وموجودة في أغلب المناطق السياحية، إلا أنها قامت في الفترة الأخيرة ببيع أو بكراء أغلب وحداتها، أو بعدم تجديد عقود الوحدات التي تكتريها. سنة 2007 قامت السلسلة ببيع حصة الأغلبية في الشركة التي تملك فندق أبونواس تونس للشركة العربية الليبية للاستثمارات الأفريقية في صفقة بلغت 52 مليون دينار تونسي. ما زالت السلسلة تدير أربعة فنادق أربعة نجوم في كل من الحمامات، سوسة وطبرقة.

## فنادق السلسلة
- نادي أبو نواس منتزه (طبرقة)
- أبو نواس الحمامات
- أبو نواس نجمة (سوسة)
- أبو نواس بوجعفر (سوسة)

## وصلات خارجية
- فنادق أبو نواس